# 王潮
王潮（846年—898年1月2日），譜名审潮，字信臣，淮南道光州固始（今河南省信阳市固始县）人。唐末任固始縣佐史，後带领光寿军在福建征戰，官至检校尚书左仆射和威武軍節度使，是五代十国时期閩國的奠基者。

## 生平

### 早年
王潮生于唐会昌六年（846年），琅琊王氏末裔，固始县令王晔的玄孙，王恁的长子。王潮担任固始縣佐史，与弟王審邽、王審知皆才干出众，并称里中“三龙”。

### 转战各地
中和元年（881年），壽州（治今安徽省淮南市壽縣）農民軍首領王緒呼應黃巢之亂，攻破光州，俘獲王潮、王審邽、王審知三兄弟。王緒得知王潮三兄弟有才干，任命王潮為軍正，负责粮草出纳和训练士兵。王潮得到王绪和将士们的信任。此后，王绪归附割据蔡州的军阀秦宗权，被其任命为光州刺史。秦宗权向王绪索要钱粮，王绪无力供应，因担心被秦宗权攻打，遂带领光寿军5000人南下，转战江州、洪州、虔州。
中和五年、光启元年（885年），王緒率领光寿军自南康进入福建，攻克汀州，王緒自称汀州刺史，接着又攻克漳州，部队发展到数万人。同年八月，光寿军在漳州，由于道路险峻、缺乏粮草，王绪下令尽弃随军的老弱人员，违者斩。此时王潮的继母董氏也在军中，王潮兄弟拒命，王绪命斩王母，将士们都为他们求情，因此得免。王绪喜欢猜忌，常找借口杀死有才能的部将，包括王緒的妹夫刘行全，王潮非常恐惧。在军队到达南安县时，王潮與前锋将合作，挑选壮士数十人在竹林中设伏，捉住王緒，将其囚禁，自立为元帅，后来王緒自殺。

### 攻取福建
王潮主军后，打算带领军队西取交广、巴蜀（一说准备返回光州）。王潮约束部属，对经过的地方秋毫无犯。到达沙县时，泉州人张延鲁来见。张延鲁听说王潮的部队军纪严明，于是带领乡绅耆宿，携带牛酒抵军，恳求王潮留在泉州，取代贪婪暴虐、不得人心的泉州刺史廖彦若。王潮遂改变主意，率军围攻泉州城，历时1年。光启二年八月（886年9月2日－10月1日），攻克泉州城，杀死廖彦若；又讨平狼山贼帅薛蕴。王潮派遣使者向福建觀察使陈岩表达归顺之意，陈岩遂上表朝廷，任命王潮為泉州刺史。王潮占领泉州后，安置流民，均平田赋，整治武备，得到官吏和民众的拥护。
大顺二年（891年），陳巖患重病，召王潮来福州，准备把福建的军政大权交给他。王潮还没有到达，陳巖已经去世，陳岩的妻弟、都将范晖，自称留后，出动军队阻止王潮进入福州。景福元年（892年）二月，王潮命堂弟王彥復和三弟王審知攻打福州。景福二年五月初二·庚子（893年5月21日），攻克福州。次日、五月初三·辛丑（5月22日），已经弃城而走的范晖到达沿海都，被部下所杀。不久，王潮进入福州，自称留后，还穿上素服，礼葬陈岩，并将女儿嫁给陈岩的儿子陈延晦，用丰厚的待遇安抚他的家族。建州人徐归范发动叛乱，杀死建州刺史熊博，响应王潮，汀州刺史锺全慕也归附王潮，福建境内20几支割据武装都被降服或击溃，王潮完全掌控福建五州。十月初四·戊戌（11月15日），唐朝封王潮为福建觀察使。

### 主政福建
乾宁初年（894年－896年），黄连洞（今福建省三明市宁化县东部）的蛮族2万人围攻汀州，王潮派遣将领李承勋率兵1万讨伐，黄连洞蛮遂解除围城，李承勋部追至浆水口（今福建省南平市顺昌县双溪街道），击败黄连洞蛮，自此闽地基本安定。
王潮建立四门义学，将流民遣送回乡，制定租税，派遣官吏巡视州县，劝课农桑，交好周边势力，保境安民。
乾宁三年（896年），唐朝升福建为威武军，任命王潮為威武軍節度使、檢校尚書左僕射。

### 去世
乾寧四年冬天，王潮患病，任命三弟王审知为“权知军府事”。十二月初六·丁未（898年1月2日），王潮去世，朝廷追贈為司空。清修《開閩始祖廣武王墓志銘》称唐廷还追赠王潮为秦国公，谥广武，但众史书皆无此记载，且墓志铭记载的其他内容也与史书出入甚多。尽管王潮有四子王延興、王延虹、王延豐、王延休，二弟王审邽也还在世，但他选择由三弟王審知繼位。王审知後受封闽王，開創閩國。

## 子女
- 传世史书记载四子：

1. 王延兴
2. 王延虹
3. 王延丰
4. 王延休

王潮临终时，舍去亲生儿子王延兴、王延虹、王延丰、王延休不用，而命令胞弟王审知知知军府事。
- 清代修王潮墓志铭记载二子一女：
  - 儿子：王延望
    - 孙子：王继隆，後為王昶所殺

  - 儿子：王延廣
    - 孙子：王繼孝，棄官隱於永邑山中，譜志未记载后人
    - 孙子：王繼仁，棄官隱於永邑山中，譜志未记载后人
    - 孙子：王繼德，棄官隱於永邑山中，居泉州晉邑行春門樓邊，后世为府口王氏家

  - 女儿，嫁给福建觀察使陳巖之子陈延晦

## 墓葬和祠庙

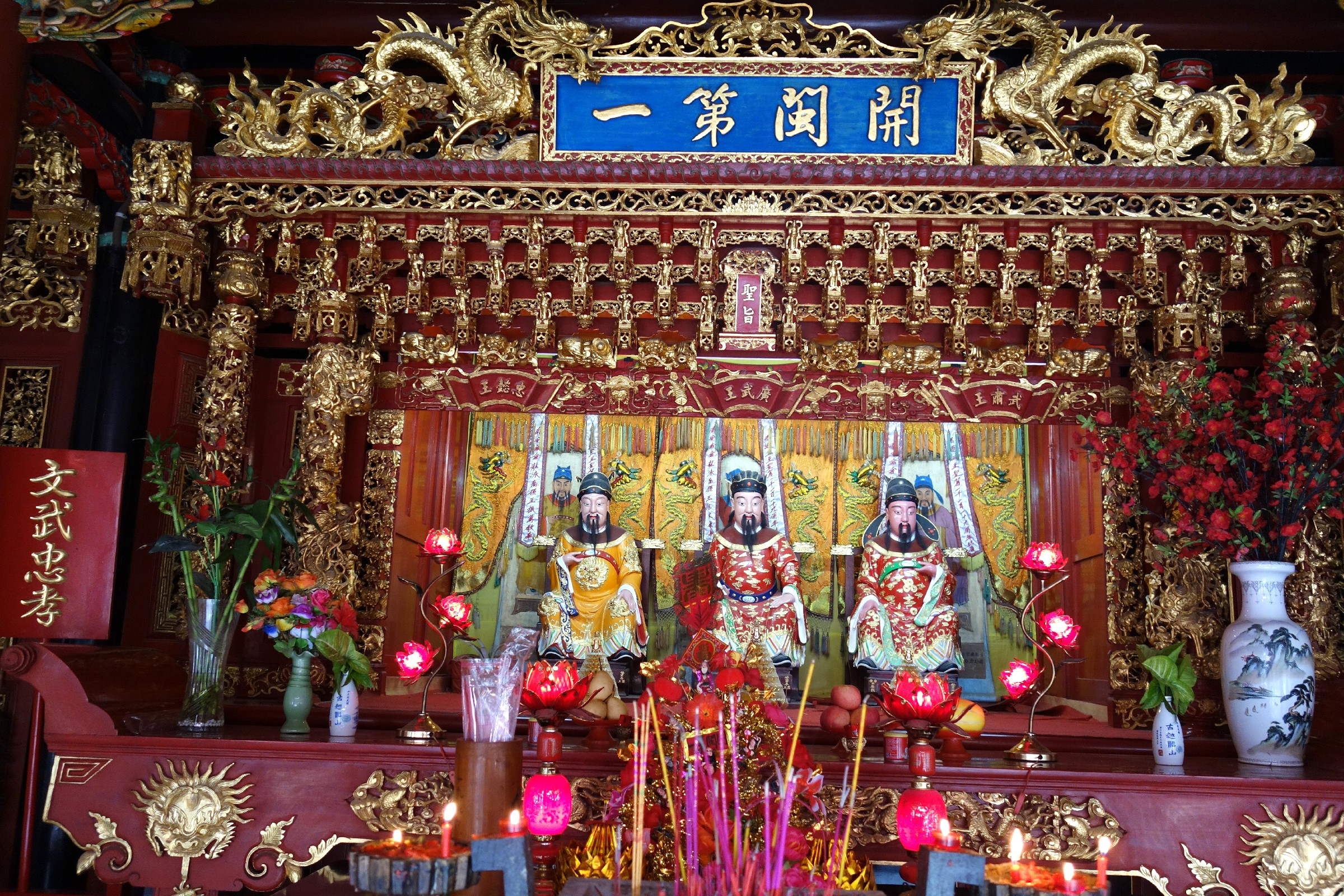
泉州开闽三王祠供奉的王氏三兄弟神像，中间为王潮。

王潮死后葬于今中国福建省泉州市惠安县螺阳镇盘龙村的凤旗山。王潮墓为大型的晚唐古墓建筑，是保存较完整的一个古代石构墓。1996年，福建省人民政府公布为第四批省级文物保护单位。